# Marco Savorani
Marco Savorani (Roma, 31 marzo 1965) è un allenatore di calcio ed ex calciatore italiano, di ruolo portiere, preparatore dei portieri dell'Atalanta.

## Biografia
Nato a Roma nel 1965, gravita per quasi un ventennio nel mondo del calcio giocato, avendo iniziato l'attività a 16 anni nel 1981 per concluderla nel 2000, a 35. 

## Carriera

### Giocatore
Inizia la propria carriera nelle giovanili della Roma, senza esordire in prima squadra; nella stagione 1983-1984, con la formazione Primavera, conquista lo scudetto di categoria, giocando la finale di andata contro il Milan.
Nel 1984 passa in prestito al Piacenza, in Serie C1, dove è riserva di Fabrizio Lorieri e non colleziona presenze in campionato. Rientrato a Roma, veste in seguito le maglie di Lodigiani (1985-1986) e Carrarese (1986-1987), prima di trasferirsi nel 1987 al Barletta, neopromosso in Serie B. In Puglia l'allenatore Giorgio Rumignani lo alterna a Barboni, e contribuisce con 25 presenze alla salvezza della squadra, mettendosi in luce come uno dei migliori portieri della Serie B.
Nel 1988 passa al Como, in Serie A. Con i lariani debutta nella massima serie il 12 febbraio 1989 nella sconfitta per 3-2 sul campo del Napoli, e colleziona 8 presenze alle spalle del titolare Mario Paradisi. La formazione di Rino Marchesi retrocede in Serie B, e nella stagione successiva Savorani gioca da titolare, vivendo la seconda retrocessione consecutiva. Chiude la parentesi lombarda nel 1991, dopo aver mancato il ritorno in Serie B perdendo lo spareggio con il Venezia. A Como Savorani vive il suo periodo migliore, con soli 58 gol subiti in ben 77 presenze. Viene così acquistato dal Pescara di Giovanni Galeone, squadra in cui militerà per cinque anni. Nella prima stagione conquista subito la promozione in Serie A da titolare, mentre nella stagione 1992-1993 inizia da titolare, perdendo il posto dopo aver subito cinque reti nella partita contro il Milan; al termine di quella partita l'allenatore Giovanni Galeone lo definisce "un optional" della squadra bianco-azzurra, sollevando polemiche da parte dell'Associazione Italiana Calciatori.
Dopo altre tre stagioni in Abruzzo (due da titolare e una da riserva), si trasferisce al Gualdo, dove sfiora la promozione in Serie B raggiungendo i play-off nella stagione 1997-1998. Dopo la retrocessione in Serie C2 nel 2000, si ritira dall'attività agonistica a 35 anni.

### Allenatore
Intraprende la carriera di preparatore dei portieri, iniziando nello staff tecnico di Giuseppe Iachini al Piacenza. In seguito è passato, con la stessa mansione, al Chievo, sempre al seguito di Iachini vincendo il campionato di serie B.
Il 13 giugno 2009 accetta l'offerta dell'Atalanta che lo chiama per sostituire Nello Malizia: l'esperienza con i nerazzurri si conclude il 21 settembre dello stesso anno, in seguito all'esonero di Angelo Gregucci, allenatore della prima squadra.
A partire dalla stagione successiva allena i portieri del Siena nello staff tecnico di Antonio Conte e poi Giuseppe Sannino. Contrariamente a quanto annunciato in un primo momento, non segue l'allenatore napoletano al Palermo avendo rinnovato il contratto con il Siena, alle dipendenze di Serse Cosmi e Mario Beretta.
Dal 2014 diventa allenatore dei portieri della Roma Primavera, e dal 2016 sostituisce Guido Nanni nel ruolo di preparatore dei portieri della prima squadra.
Nella stagione 2016/17 (con Szczęsny) e in quella successiva (con Alisson) vince il premio come miglior preparatore dei portieri italiano.
Il 17 novembre 2021 viene annunciato come nuovo preparatore dei portieri del Tottenham guidato da Antonio Conte. Dopo 2 anni agli spurs, il 13 luglio 2023 rientra in Italia alla Fiorentina come preparatore dei portieri nello staff di Vincenzo Italiano.
Il 29 agosto seguente la FIGC ufficializza la sua nomina a preparatore dei portieri della Nazionale italiana di calcio entrando a far parte dello staff del CT Luciano Spalletti, coprendo così il doppio incarico tanto con la Fiorentina quanto con gli Azzurri.

## Controversie
Coinvolto nell'inchiesta del calcioscommesse come allenatore dei portieri del Siena di Antonio Conte, il 26 luglio 2012 viene deferito dal procuratore federale Stefano Palazzi per omessa denuncia in merito a Novara-Siena e Albinoleffe-Siena e del 2010-2011. Il 1º agosto dopo essersi visto rifiutare la richiesta di 4 mesi di squalifica con patteggiamento, ripatteggia e ottiene una squalifica pari a 5 mesi e 10 giorni.
Il 9 febbraio 2015 la procura di Cremona termina le indagini e formula per lui e altri indagati le accuse di associazione a delinquere e frode sportiva. Il gip di Cremona non ritiene fondate tali accuse per procedere in giudizio contro di lui e la sua posizione viene stralciata.

## Palmarès

### Giocatore
- Campionato Primavera: 1

Roma: 1983-1984